# Piero Gamba
Piero Gamba, född 16 september 1936 i Rom, död 30 januari 2022 i New York, var en italiensk dirigent.
Piero Gambas stora anlag och absoluta gehör uppmärksammades tidigt, och han började spela piano redan 1942. Vid 8 års ålder fick han tillfälle att dirigera Sankta Ceciliaorkestern i Rom under en repetition, som åhördes av bland andra Roméo Arduini, dirigent vid Rom-operan. Denne lämnade genast sin befattning för att ta hand om Gambas fortsatta utbildning. Vid 10 års ålder tvingades Gamba av sin far mot Roméo Arduinis vilja att börja sina långa turnéer utanför Italien, och besökte bland annat Sverige 1948. Debuten i Paris blev en stor framgång, och han hade stora framgångar även i Europa i övrigt. Gamba fortsatte samtidigt sina piano-, partitur- och dirigeringsstudier.